# Všeobecná sestra

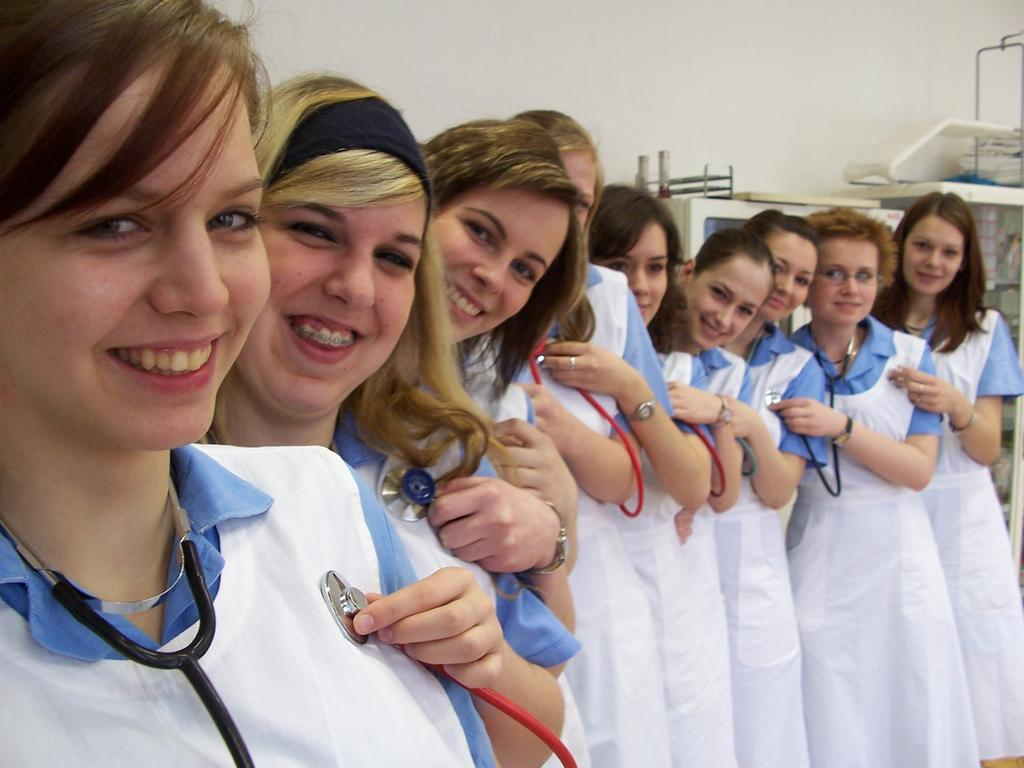
České studentky připravující se na dráhu všeobecné sestry

Všeobecná sestra (obecně se užívá také zastaralý název zdravotní sestra, popřípadě jen  sestřička nebo sestra) je nelékařské zdravotnické povolání. Muž vykonávající tuto profesi se označoval jako všeobecný ošetřovatel, v roce 2017 však bylo novelizací zákona toto označení zrušeno. Všeobecné sestry jsou společně s dalším zdravotnickým personálem zodpovědné za ošetřovatelskou, léčebnou a následnou péči při akutních či chronických onemocněních a úrazech lidí, stejně jako za preventivní péči o zdravé a za výkony v život ohrožujících situacích, a to v široké škále zdravotnických zařízení. Sestry se mohou též účastnit lékařského a ošetřovatelského výzkumu a poskytovat celou řadu neklinických služeb souvisejících se zdravotnickou péčí. Mohou také poskytovat péči při porodech a umírání. Obecně lze úlohu sester rozdělit na samostatnou činnost a péči, bez indikace lékaře, a na činnost vykonávanou pod přímým vedením lékaře (např. podávání transfuzních přípravků a krevních derivátů). Povolání všeobecné sestry je nutné oddělovat od praktické sestry, která vyžaduje nižší vzdělání (středoškolské) a má omezené kompetence.
Přestože jde o povolání, do kterého absolventi nastupují s nadšením a touhou pomáhat, vede jeho vykonávání často k vyhoření. Množství nemocí z povolání i dlouhodobé psychické zátěže je vyšší než u většiny jiných profesí. Jedná se přitom jak o rizika mechanického zatížení těla, infekce a narušení spánkového rytmu, tak o komplikace spojené s konfrontací s utrpením, vysokou mírou zodpovědnosti a nutností rychlého rozhodování a provádění činností, které běžně vzbuzují odpor, to vše za vědomí nízkého finančního ohodnocení. Tyto příčiny vedou k nadměrnému stresu, riziku chybných rozhodnutí a často také k předčasnému opuštění zaměstnání.
Historie ošetřovatelství sahá hluboko do středověku, kdy byla péče o nemocné zajišťována ve špitálech u klášterů. Od řeholních sester, které až do 20. století vykonávaly nejvíc pečovatelské práce, později i v nemocnicích, bylo odvozen název celé profese. K zásadním reformám péče o pacienty došlo v 18. století. Nejvýznamnější osobností stojící u zrodu moderního pojetí sestry je Florence Nightingalová, která se ve druhé polovině 19. století podílela na zakládání škol, organizovala sesterskou práci a připravovala ošetřovatelské příručky. Profesionalizace byla pak dovedena do konce ve 20. století, kdy sestry sehrály významnou roli v obou světových válkách. V mnoha světových zemích včetně tehdejšího Československa byla po druhé světové válce zorganizována výuka na vysokých a vyšších zdravotnických školách, ošetřovatelská úloha řeholních sester byla často potlačena ve prospěch civilní profese. Současně došlo k výraznější specializaci pro provádění jednotlivých typů úkonů.

## Historie

### Středověk a raný novověk

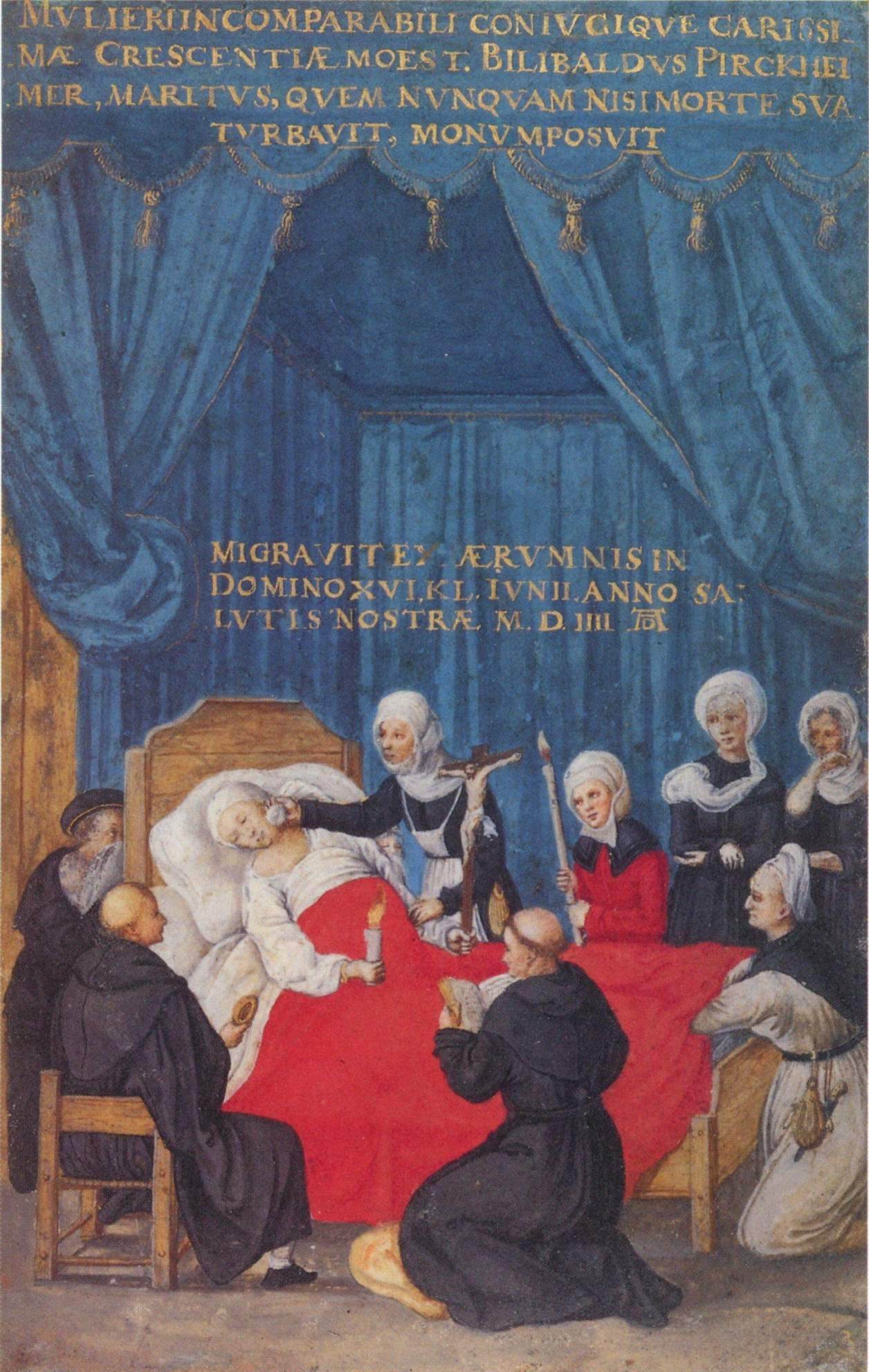
Rytina od Albrechta Dürera Smrt Crescentie Pirckheimerové, 1504

Péče o nemocné a raněné je s lidskou civilizací spjata odnepaměti, v nejstarších obdobích nicméně nebylo rozlišováno mezi lékařem a ošetřovatelem. Způsoby, jak se starat o nemocné, vycházely obvykle ze zkušeností s působením slunce, vody a léčivých bylin na zdraví člověka. Z těchto zásad se vycházelo také v klášterech, kde se k léčebným metodám přidávala též modlitba. Toto směřování bylo dále posíleno v souvislosti s křížovými výpravami, kdy vznikaly řeholní a vojenské špitálské řády zabývající se péčí o nemocné. Podobné instituce pak vznikaly i v raném novověku. K významným řádům, které se k péči o nemocné zavázaly, patřil Vojenský hospitální řád svatého Jana v Jeruzalémě, Řád rytířů svatého Lazara Jeruzalémského, Řád německých rytířů a mnohé žebravé (mendikantské) řády – milosrdní bratři, boromejky, Milosrdné sestry svatého Kříže, paulánky, alžbětinky, klarisky a další). Špitály často vyrůstaly vedle klášterů, příkladem může být špitál u Anežského kláštera v Praze (Na Františku). Kromě péče o nemocné poskytovaly špitály útočiště a stravu pocestným nebo chudým. Ve 20. století se pak od řeholních sester sloužících ve zdravotnických zařízeních přeneslo označení „sestra“ na ošetřovatelskou profesi jako takovou.

### 18. a 19. století
V 18. století se pod vlivem osvícenských ideálů začala situace proměňovat. V rakouské monarchii se pod aplikaci nových principů do praxe podepsal především říšský protomedik Gerard van Swieten (1700–1773). Péče o nemocné byla systematizována a podřízena státní správě. V 80. letech 18. století se začaly systematicky zakládat všeobecné nemocnice a porodnice, zatímco malé špitály zanikaly. Péči o nemocné a úklid zajišťovali zprvu opatrovníci a opatrovnice bez vzdělání či ošetřovatelské praxe.
Situace byla podobná ve všech evropských zemích. Ve Velké Británii byly až do 60. let 19. století ošetřovatelky vnímány jako lépe postavené služebnictvo. Šlo o ženy z dělnické třídy, někdy v čele s ženou z vyšších vrstev, která se ocitla ve finanční nouzi a potřebovala si přivydělat – jednalo se však pouze o organizátorky, bez povědomí o ošetřovatelské praxi nebo snahy své podřízené odborně kontrolovat. Někdy se však do dobrovolného ošetřování pouštěly také ženy ze šlechtických nebo bohatých rodin – křesťanská filantropie jim umožňovala uniknout z normami svázaného prostředí vyšší společnosti a alespoň zčásti se nezávisle realizovat. Společné vykonávání sesterské činnosti bylo jedním z mála způsobů, jak v 19. století docházelo k prolamování třídních bariér.

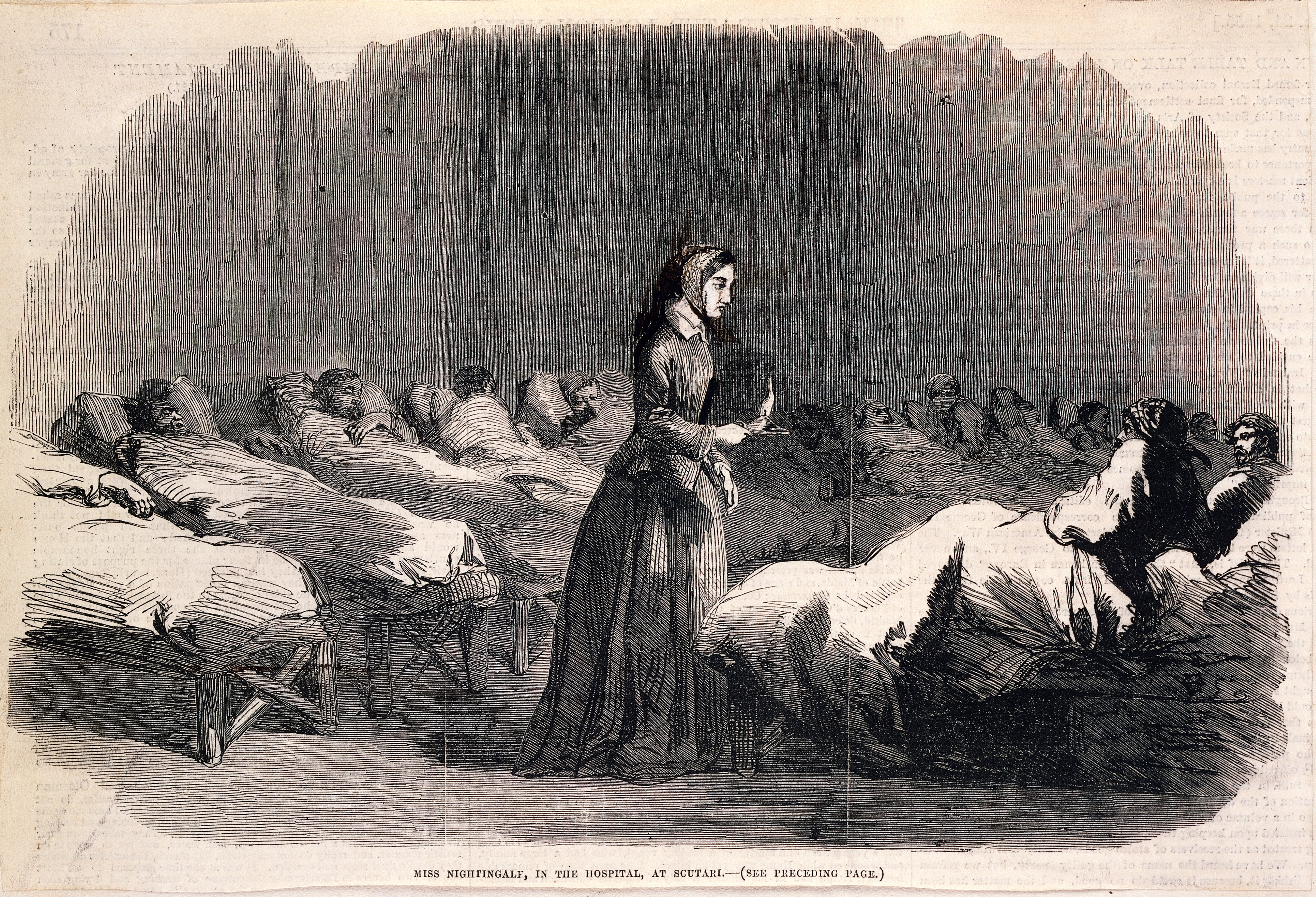
Vyobrazení Florence Nightingalové, zakladatelky a propagátorky moderního ošetřovatelství

Skutečná revoluce však přišla teprve zásluhou Florence Nightingalové, která se, ač pocházela z vlivné anglické rodiny, rozhodla ošetřovatelství zasvětit život. Po vypuknutí krymské války zorganizovala v Paříži skupinu 36 sester a vydala se s nimi v roce 1854 do tureckého Scutari, kde se staraly o raněné a nemocné. I přes počáteční chlad ze strany lékařů se jí podařilo razantně snížit úmrtnost raněných vojáků (z 60 % na 1 %), a dokázat tak potřebnost dobře organizované ošetřovatelské péče. Později provedla reformu celého britského vojenského lékařství a v roce 1860 otevřela ošetřovatelskou školu u londýnské nemocnice St Thomas' Hospital. Budoucí sestry strávily rok výukou, další čtyři roky v nemocnici jako zaměstnankyně na zkoušku. Od roku 1862 fungovala v této ošetřovatelské škole také příprava porodních asistentek.
Krymská válka ovlivnila také významného chirurga Nikolaje Ivanoviče Pirogova (1810–1881). Na straně ruského vojska připravil třicet vyškolených ošetřovatelek a organizoval též pomoc dobrovolných zdravotnic. Třetí významnou osobností druhé poloviny 19. století byl Henri Dunant (1828–1910). Po děsivé zkušenosti s bitvou u Solferina (1859) se rozhodl iniciovat založení Mezinárodního červeného kříže (1864), zaměřeného na péči o potřebné v časech míru i války. Kromě MČK existují také jednotlivé národní červené kříže a půlměsíce; organizace uděluje každý druhý rok 36 sestrám cenu Florence Nightingalové za zásluhy v péči o raněné při válkách a katastrofách.

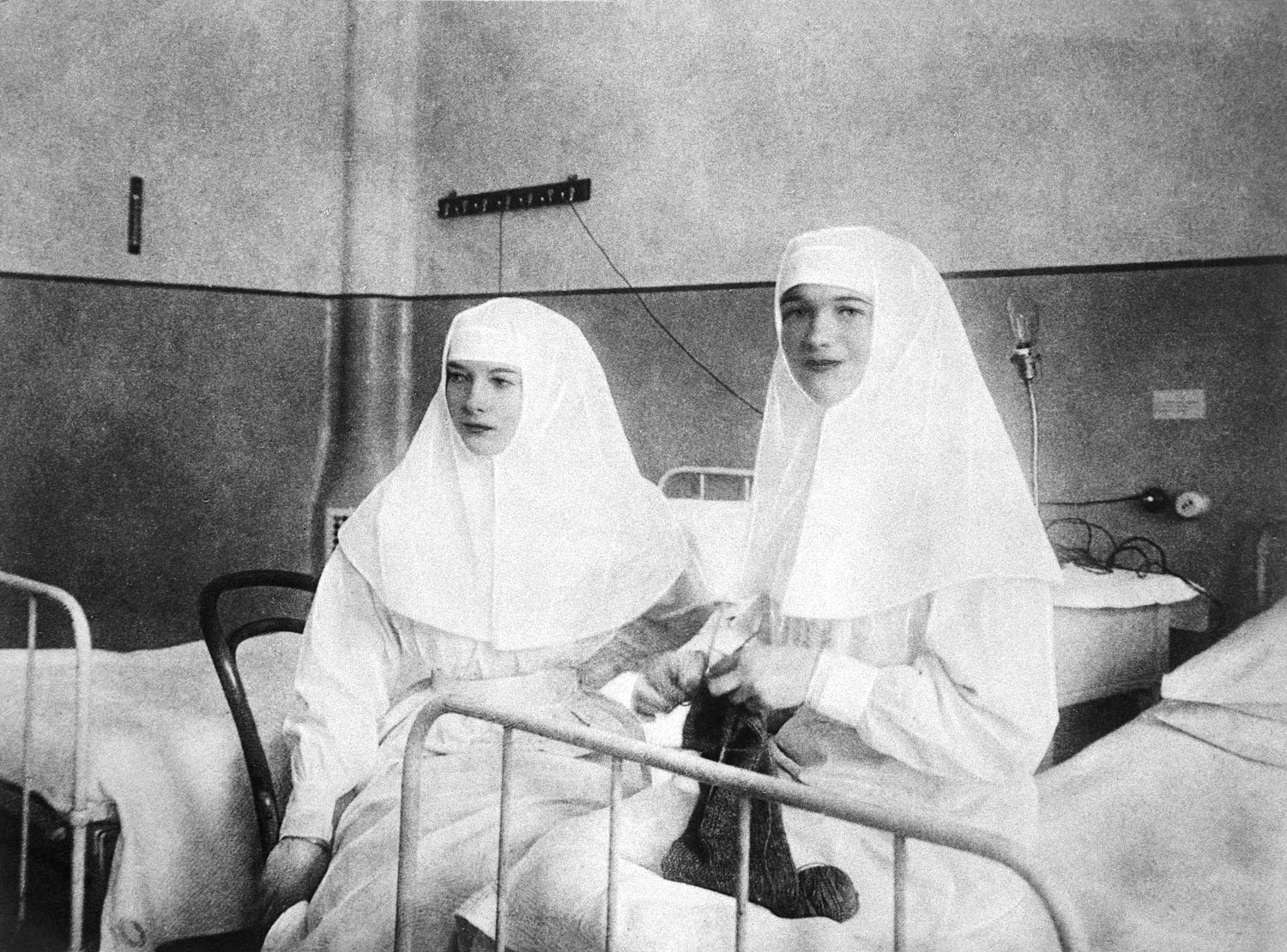
Ruské velkokněžny Olga a Taťána při péči o nemocné, 1915

Školy pro sestry začaly ve druhé polovině 19. století vznikat po celé Evropě, v Praze byla ošetřovatelská škola založena v roce 1874, pravděpodobně pod vlivem třetí epidemie cholery (1866–1867) a značného rozšíření neštovic na počátku 70. let. Škola se řídila ideály Florence Nightingalové, její Kniha o ošetřování nemocných vyšla v roce 1874 i v českém překladu. Škola zanikla v roce 1881, hned v roce 1882 však chirurg Theodor Billroth založil ve Vídni novou instituci po jejím vzoru – školu a nemocnici pro výcvik sester (Rudolfinerhaus). Podmínky ošetřovatelského personálu pak upravil kromě jiných čelední řád z roku 1886 – sestry musely být neprovdané a jejich plat byl pevně určen (50 krejcarů za denní službu, 70 krejcarů za noční službu, 3–7 zlatých za nepřetržitou týdenní službu). Jejich finanční ohodnocení však bylo stále nižší než plat nemocenského vrátného a na pozici sester byly běžně přijímány uchazečky bez školení či praxe.
Od 80. let 19. století se stabilně zvyšovala poptávka po nemocniční péči i po dalších institucích, kde se uplatňovaly sestry, a to zejména ze strany středních vrstev. Ve Velké Británii bylo v roce 1891 přibližně 9500 míst v pečovatelských ústavech a sanatoriích, v roce 1911 jejich počet vystoupal na 13 000 míst a v roce 1921 již na 40 000 míst. Tento prudký rozvoj péče byl částečně dán přesunem lékařských zákroků z lidských domovů na specializovaná místa, kde bylo snazší zajistit hygienické podmínky a dohled nad pacientem, částečně způsoben vzrůstající poptávkou středních a vyšších tříd po nemocniční péči, s níž se seznámili především v průběhu první světové války.

### Mezi světovými válkami

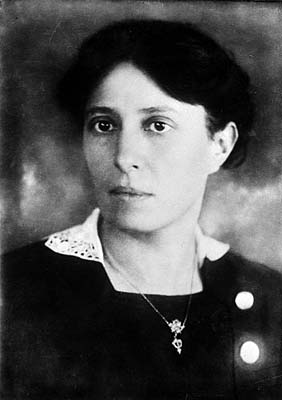
Alice Masaryková organizovala rozvoj meziválečného čs. ošetřovatelství

V Československu zajišťovaly i po první světové válce většinu sesterských činností členky řeholních řádů, které pracovaly v nemocnicích. Jejich původní monopol byl nicméně čím dál víc narušován sekulárními ošetřovatelkami, které navíc podporoval také nový politický režim. V roce 1916 byla založena Česká zemská škola pro ošetřování nemocných zajišťující dvouleté studium, v letech 1921 pak vznikl Spolek diplomovaných sester, který se snažil o zakládání nových škol a zvyšování počtů civilních ošetřovatelek. Alice Masaryková, dcera prezidenta Masaryka, přivedla ze Spojených států zkušené sestry za účelem výuky a podporovala vzdělávání českých ošetřovatelek v zahraničí. USA patřilo v tomto období k centrům inovací v oblasti výcviku zdravotnického personálu – v roce 1923 vznikly univerzitní ošetřovatelské školy na Yaleově univerzitě v Connecticutu a na ohijské Western Reserve University. V letech 1926 až 1934 pak k další standardizaci, jež měla blízko k moderní akreditaci, přispělo působení Národní ligy výuky ošetřovatelství v USA. Zrodila se také myšlenka specializované klinické sestry, která pak byla do školní výuky zavedena ve 40. letech. V ČSR byla za první republiky zřízena škola pro dětské sestry v Krči (od roku 1922, ředitel Quido Mann) a škola pro porodní asistentky v Krči (od roku 1930, ředitel Quido Mann) a v Ostravě-Zábřehu (od roku 1930, ředitelka Emílie Lukášová).

### Druhá světová válka a další vývoj

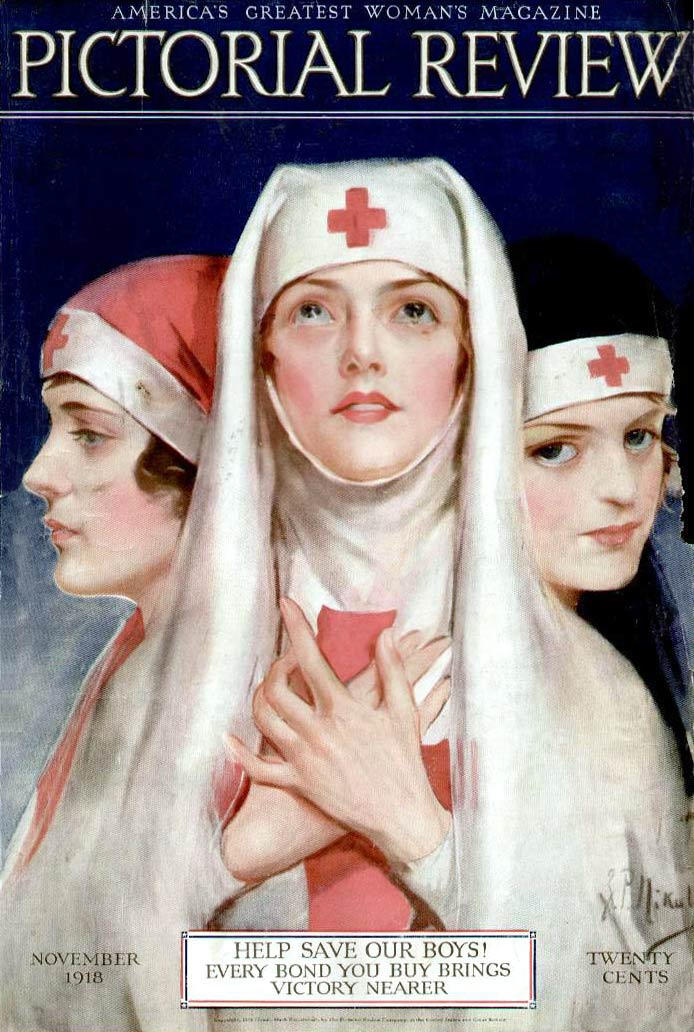
Americký ženský časopis Pictorial Review, číslo z listopadu 1918

Druhá světová válka byla pro mnoho sester na všech bojujících stranách těžkou zkouškou. Československé sestry se uplatnily na východní frontě v rámci 1. československého armádního sboru, kde bylo jejich úlohou poskytování první pomoci a ošetřování raněných vojáků. Účastnily se například bitvy u Sokolova (1943). V Londýně vznikla díky Haně Benešové organizace Československá pomoc. V prosinci 1940 byl československým sestrám umožněn vstup do anglických nemocnic jako plně placeným ošetřovatelkám, staraly se také o české uprchlíky.

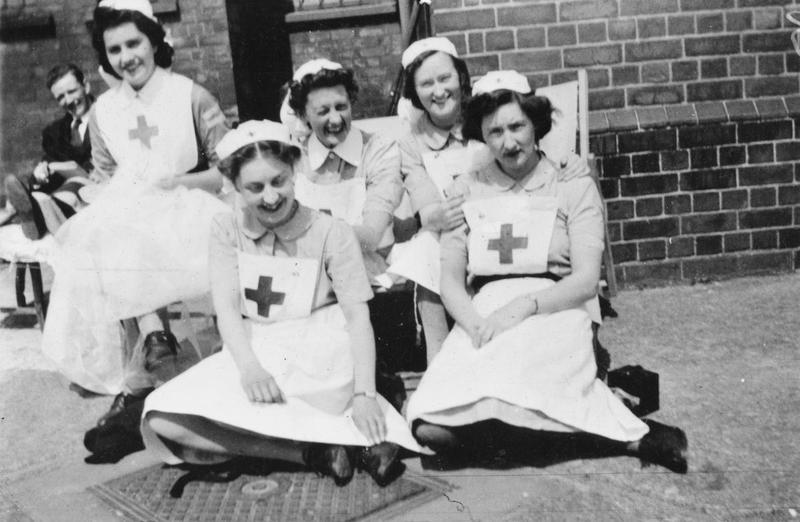
Anglické sestry za druhé světové války, 1942

Po nástupu komunismu v Československu došlo k razantním reformám. Roku 1949 byla v Československu zahájena výuka čtyřletého středoškolského oboru „zdravotní sestra“, zrušeny či sloučeny byly dosavadní dvouleté ošetřovatelské školy. Po roce 1956 proběhla systematická výměna všech zbývajících řeholních sester za civilní pracovnice. Vzhledem k nutnosti získat větší množství pracovních sil (civilní sestry byly limitovány pracovní dobou v rámci provozu na směny, možností těhotenství, nutností starat se o své vlastní děti během jejich nemoci apod.) trvala postupná výměna až do roku 1962. Některé řeholní sestry, jež opustily nemocnice, byly následně umístěny jako ošetřovatelky do domovů důchodců a ústavů sociální péče.
V roce 1960 byla na Karlově univerzitě zahájena výuka kombinace psychologie a péče o nemocné, a Československo se tak stalo jednou z prvních evropských zemí s vysokoškolským programem pro sestry. Po roce 1989 se začaly rozvíjet přímo bakalářské a navazující magisterské obory v rámci programu „ošetřovatelství“, směřující pak zejména na magisterském stupni ke specializaci. V roce 1996 vznikly také vyšší zdravotnické školy. V 90. letech byla profese oficiálně přejmenována na „všeobecnou sestru“.
Na konci 20. století se začaly vyspělé země potýkat s nedostatkem sester, a to vinou špatných nebo zhoršujících se pracovních podmínek v této profesi. Jedním z možných řešení ze strany státu se stalo lákání pracovních sil z chudších zemí. Americký Kongres například v letech 1986, 1989 a 1990 schválil sérii tří zákonů (Immigration Nursing Relief Acts), které měly za úkol dostat do země ošetřovatelky z chudších zemí (jako Indie, Filipíny nebo karibské státy), a dokonce pro tuto skupinu zavedl zvláštní typ víza (H-1A). Tato strategie byla nicméně kritizována jako neetická, mimo jiné ze strany americké sesterské profesní organizace American Nurses Association – získávání zdravotních sester z ciziny přenáší problémy s jejich nedostatkem na bedra chudších zemí, a kromě toho mohou být přistěhovalci snáze vykořisťováni a ohrožováni substandardními podmínkami, v nichž musejí pracovat.

## Vzdělání a regulace oboru

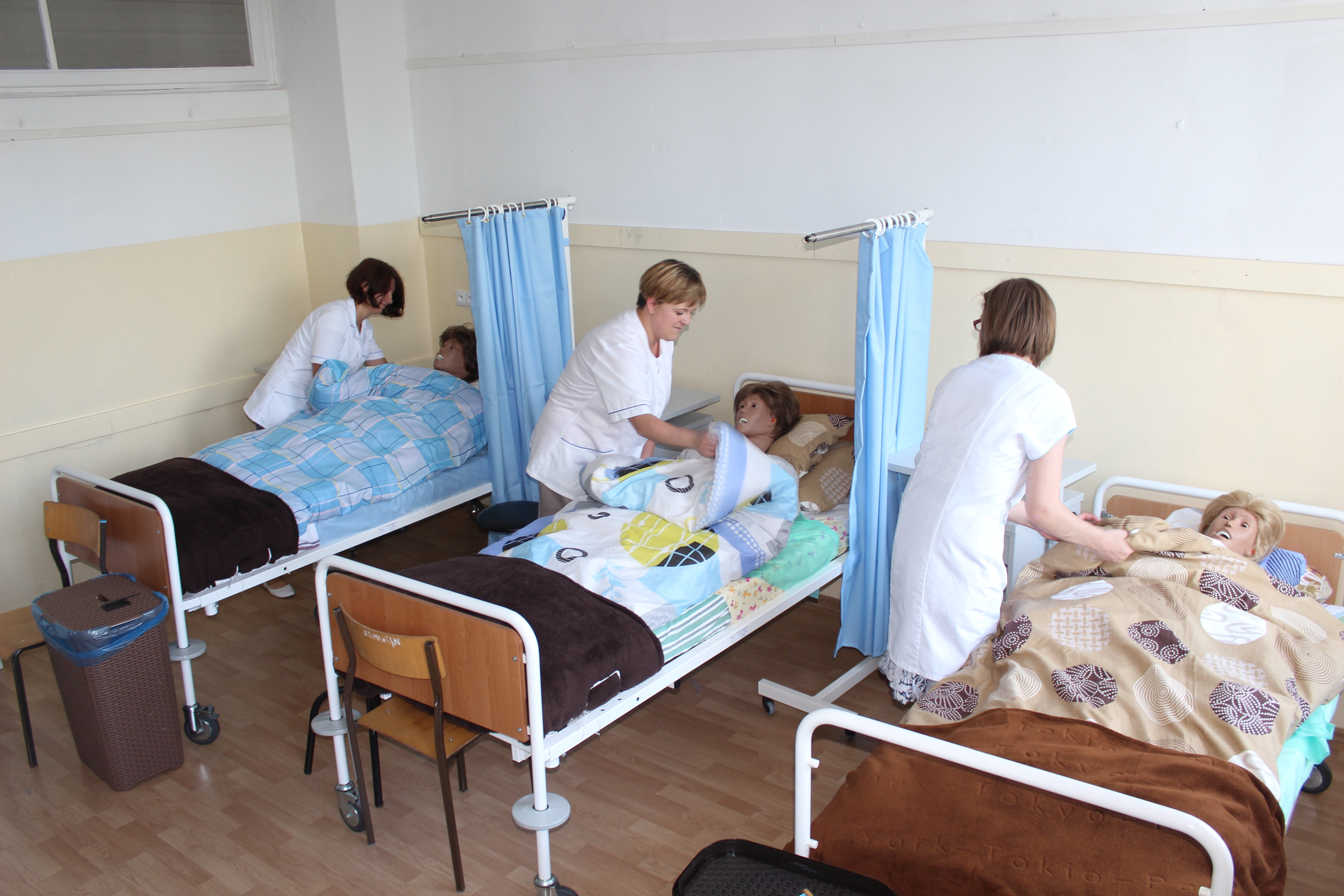
Výuka sester v Polsku (Collegium Szkoła Służb Medycznych, Varšava)

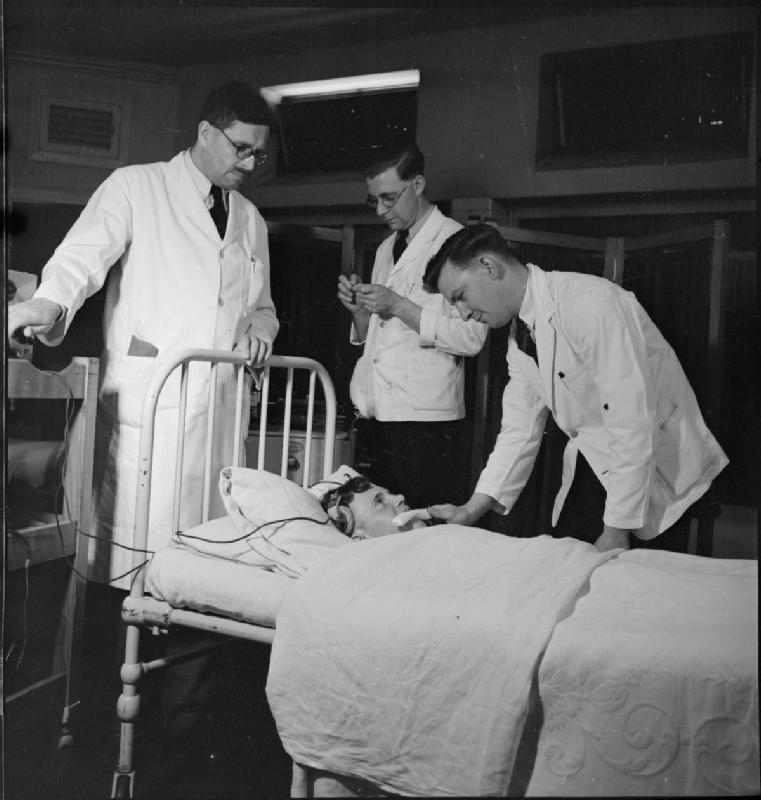
Mužští ošetřovatelé v anglické Runwell Hospital, 1943

Kariérní struktura všeobecných sester se na různých místech světa liší. Obvykle existuje více různých úrovní ošetřovatelství, rozlišených podle svého zaměření. Hlavní rozlišení je mezi oblastí všeobecnou a specializovanou, existují i různé úrovně odbornosti, lišící se podle částí světa. Na vrcholu žebříčku vzdělávání je doktorsky připravená sestra. Sestry mohou získat titul Ph.D. nebo jiný doktorský titul, specializovaný na výzkum, klinickou praxi apod. Tyto sestry vykonávají praxi, vyučují a vedou výzkum v oblasti ošetřovatelství.
V různých částech světa se vzdělávací zázemí pro sestry velmi liší. V některých částech východní Evropy mají sestry středoškolské vzdělání s dvanácti až osmnácti měsíci praxe. Naproti tomu v Chile se vyžaduje, aby registrovaná sestra dosáhla nejméně bakalářského titulu. Sestry jsou největší skupinou osob poskytující zdravotnickou péči – jen v samotných Spojených státech jsou přes dva miliony registrovaných sester, což dělá okolo 13 % z patnácti milionů lidí pracujících v oblasti zdravotnictví a sociální péče sledované Ministerstvem práce USA.
Jde o jedno z nejvíce feminizovaných povolání, avšak počet mužů vstupujících do této profese roste. Například v roce 2000 bylo ve Spojených státech z registrovaných sester pouze 5,4 % mužů, ovšem tento počet za předchozí dvě dekády vzrostl o 226 %.. V roce 2007 bylo na celém světě 10,7 % mužů mezi registrovanými sestrami a 10,4 % mezi licencovanými praktickými sestrami. Přestože tento růst počtu mužů nastupujících a pracujících v profesi sestry má pokračující trend, ženy i nadále dominují jak ošetřovatelské péči, tak i celému sektoru zdravotnictví.
Také v Česku lze sestru označit za jedno z povolání s nejvyšším procentem žen, byť dochází k pomalým posunům a většímu zapojení mužů. V roce 2002 pracovalo na pozici ošetřovatelky nebo sestry (ať už všeobecné či specializované) 9 % celé ženské pracovní síly, ženy tvořily 99 % z pracovníků v této profesi. V roce 2008 bylo na pozici ošetřovatelky nebo sestry zaměstnáno 6 % ženské pracovní síly a ženy tvořily 98 % pracovníků v této profesi.
Ve většině zemí jsou sestry registrovány a vedeny v živém profesním rejstříku. Úkolem regulačního systému je zajistit, aby odpovědnou práci sester směly vykonávat pouze kvalifikované pracovní síly. Prodlužování registrace bývá někdy svázáno s požadavkem dalšího vzdělávání a ověřování kvalifikace, což bývá označováno jako „udělování licence“ a spojeno s regulačním poplatkem. V některých zemích je nutné pravidelné obnovování této licence, obvykle jednou za 1–3 roky. V Česku od roku 2004 existuje Registr zdravotnických pracovníků jako součást Národního zdravotnického informačního systému a většina údajů v něm je veřejně přístupná.

## Česká republika

### Vzdělávání
Vzdělávání sester se v ČR řídí zákonem 96/2004 Sb. Pro výkon povolání všeobecné sestry je potřeba absolvování tříletého bakalářského oboru Všeobecná sestra, nebo tříletého studia na vyšší zdravotnické škole, kde absolvent získá titul DiS. (Diplomovaný specialista). 1. září 2017 nabyl v Česku účinnosti zákon č. 201/2017 Sb., kterým se mění zákon č. 96/2004 Sb. Odbornou způsobilost k výkonu povolání všeobecné sestry může díky této novelizaci nabýt také zdravotnický pracovník, jenž má již odbornou způsobilost k výkonu povolání praktické sestry, zdravotnického záchranáře, porodní asistentky nebo dětské sestry, a to absolvováním nejméně ročního studia v oboru „diplomovaná všeobecná sestra“ na vyšší zdravotnické škole. Neoficiálně se tato možnost označuje jako „4+1“, neboť předpokládá nejprve čtyři roky středoškolského studia na praktickou sestru, poté rok dalšího studia na VOŠ. Povolání „praktická sestra“ byl zákonem č. 201/2017 Sb. nově zavedeno, zatímco povolání „zdravotnický asistent“ bylo zrušeno. Osoby kvalifikované k výkonu povolání „zdravotnický asistent“ automaticky získaly kvalifikaci k výkonu povolání „praktická sestra“.
Dále zákon určuje řadu přechodných výjimek, s tím, že v některých případech je určeno tříleté období, kdy může sestra vykonávat práci pouze pod dohledem. Pro jiná povolání (např. porodní asistentka, zubní instrumentářka) jsou požadavky na potřebné vzdělání obdobně určeny stejným zákonem.
Pokud funkci všeobecné sestry vykonával muž, podle zákona se v České republice označoval jako „všeobecný ošetřovatel“ (termín pouze „ošetřovatel“ byl vyhrazen profesi s nižší kvalifikací), v případě funkce porodní asistentky jako „porodní asistent“. V roce 2017 bylo zákonem č. 201/2017 označení „všeobecný ošetřovatel“ zrušeno.
Pro výkon práce sestry lze uznat i vzdělání získané v zahraničí, a to za podmínek rámcově upravených evropskou směrnicí 2005/36/ES a transponovaných českým zákonem 96/2004.

### Právní regulace
Výkon pracovní činnosti sester je právně upraven ve vyhlášce ministerstva zdravotnictví č. 424/2004 Sb. (v aktuálním znění). Vyhláška specifikuje pravidla pro odborné zdravotnické pracovníky obecně, pravidla jednotlivých zdravotnických profesí (např. všeobecná sestra, dentální hygienistka) a konečně pravidla profesí se specializovanou způsobilostí (např. sestra pro intenzivní péči, dětská sestra). Kromě jiného vyhláška definuje seznam činností, které jsou náplní práce příslušné profese, a dále případně podmínky, za kterých lze činnost vykonávat (kupř. „pod dohledem lékaře“).
V rámci Evropské unie byly směrnice upravující přípravu na povolání sestry přijaty v roce 1977. Šlo o směrnici Rady č. 77/452/EHS, o vzájemném uznávání diplomů, osvědčení a obdobných dokladů o vzdělání zdravotních sester a ošetřovatelů zodpovědných za všeobecnou péči obsahující opatření pro usnadnění účinného výkonu práva podnikání a volného pohybu služeb, a směrnici Rady č. 77/453/EHS, o koordinaci právních a správních předpisů týkajících se činnosti zdravotních sester a ošetřovatelů odpovědných za všeobecnou péči. Evropské standardy vyžadují pro výkon povolání sestry odborné vzdělání, minimálně tříleté, které následuje po alespoň desetiletém všeobecném vzdělání ukončeném zkouškou (nikoliv nutně maturitní). Na základě těchto směrnic, které jsou do českého právního řádu inkorporovány zákonem a prováděcím předpisem, nesmějí členské země EU umožnit přístup k poskytování všeobecné ošetřovatelské péče osobám s jiným vzdělání, bez ohledu na název profese. To nicméně nijak nebrání rozlišování vzdělávání sester podle typu (psychiatrické sestry, dětské sestry a jiné).

### Typy sester
Podle vyhlášky 424/2004 rozeznává české zdravotnictví tyto typy sester:
- Všeobecná sestra – společné označení většiny typů sester; všeobecná sestra může disponovat specializovanou způsobilostí (viz seznam dále)
  - Sestra pro intenzivní péči
  - Sestra pro perioperační péči
  - Sestra pro péči v pediatrii
  - Sestra pro intenzivní péči v pediatrii
  - Sestra pro péči v interních oborech
  - Sestra pro péči v chirurgických oborech
  - Sestra pro péči v psychiatrii
  - Sestra pro domácí a hospicovou péči
  - Sestra pro péči v geriatrii
  - Sestra pro transfuzní službu
  - Klinický perfuziolog
- Porodní asistentka – společné označení sester působících v oblasti porodní asistence a související péče; porodní asistentka může mít specializovanou způsobilost
  - Porodní asistentka pro perioperační péči
  - Porodní asistentka pro intenzivní péči
  - Porodní asistentka pro intenzivní péči v neonatologii
  - Porodní asistentka pro komunitní péči
- Zubní instrumentářka – sestra pracující pod vedením zubního lékaře
  - Dentální hygienistka – samostatná profese, podle českého práva však může pod dohledem zubního lékaře vykonávat též činnosti zubní instrumentářky

### Ostatní zdravotničtí pracovníci
Zdravotnická zařízení zaměstnávají širokou škálu zdravotnického personálu, který spolupracuje se zdravotními sestrami. Jsou to například:
- Sanitáři – tyto druhy pracovníků se vyskytují v zařízeních akutní i následné péče, kde pracují pod dohledem všeobecných nebo praktických sester. Nejčastěji asistují ostatním nelékařským zdravotnickým pracovníkům, transportují pacienty/klienty na vyšetření, pomáhají při ošetřovatelské péči (v rámci lůžkové péče), uplatnění nacházejí i na operačních sálech, v patologických ústavech aj.
- Ošetřovatelé asistují všeobecným sestrám při poskytování základní ošetřovatelské péče, sledují vitální funkce, zajišťují hygienickou péči, pomáhají s výživou, zajišťují základní psychosociální péči, úklid a podobné záležitosti.
- Praktické sestry poskytují základní ošetřovatelskou péči na základě svých kompetencí, bez indikace lékaře, bez dohledu všeobecné sestry (nebo porodní asistentky) poskytují  specializovanou a vysoce specializovanou ošetřovatelskou péči pod dohledem všeobecné sestry v rámci ošetřovatelského procesu, podílí se na získávání informací nutných k určení ošetřovatelských diagnóz, v míře určené všeobecnou sestrou nebo porodní asistentkou plní ošetřovatelský plán a provádí ošetřovatelské výkony.
- Záchranáři úzce spolupracují se sestrami pro urgentní medicínu a intenzivní péči na stabilizaci život ohrožujících zranění a jiných stavů vyžadujících urgentní péči, a zajišťují hladký převod péče z ambulance do rukou lékařského týmu.
- Technici, například certifikovaní medikační pomocníci jsou vycvičeni pro správu medikace v léčebnách pro dlouhodobě nemocné. Dále to jsou technici pro flebotomii, kteří provádějí venepunkci, chirurgičtí technologové (ve Spojených státech) a technici vycvičení pro obsluhu různých druhů diagnostické a laboratorní techniky, například rentgenů, elektrokardiografů atd.
- Lékaři, trend partnerského vztahu mezi lékařem a sestrou
- Farmaceuti poskytují odborné rady pro farmakoterapii.
- Ostatní zdravotnický personál - fyzioterapeuti, zdravotničtí laboranti, kliničtí logopedové, dětské sestry, porodní asistenti, ergoterapeuti, radiologičtí asistenti, zdravotně - sociální pracovníci, optometristi, ortoptisti, nutriční terapeuti, zubní technici, dentální hygienisté, asistenti ochrany a podpory veřejného zdraví, ortotik–protetik, biomedicínští technici, adiktologové, behavoriální analytici.